# Riho Kotani
Pour les articles homonymes, voir Kotani.
Riho Kotani (小谷 里歩, Kotani Riho), née le 24 août 1994 dans la préfecture de Kyoto, est une chanteuse, ex-idole japonais du groupe de J-pop NMB48,. Elle change de nom de scène Riho Miaki (三秋 里歩, Miaki Riho).